# António de Assunção Sampaio
António de Assunção Sampaio (Vila Nova de Gaia, 19 de Agosto de 1916 — Gondarém, 27 de Março de 1994) foi um pintor e professor português.

## Biografia
Frequentou na sua infância a "Escola das Palhacinhas" em Vila Nova de Gaia e mais tarde o Colégio Universal, no Porto.
Aos 14 anos e sem os seus pais saberem, inscreve-se na Escola de Belas Artes do Porto no curso de Pintura e aí conhece e convive com Abel Moura, Guilherme Camarinha, Januário Godinho, Fernando Távora, Nadir Afonso, Dominguez Alvarez.
Em 1932 inscreve-se no Curso Especial de Pintura da Escola Superior de Belas-Artes do Porto findo o qual, inscreve-se no Curso Superior de Pintura (1937-1944) da mesma escola, tendo como professores Dórdio Gomes e Joaquim Lopes
Nos finais da década de 30 e inícios da década de 40 participa em tertúlias de oposição política e, juntamente com outros tertulianos, funda o jornal clandestino a Sociedade Editora Norte.
A partir da década de 40 participa em exposições individuais e coletivas nacionais e internacionais.
É autor de inúmeros trabalhos de pintura de frescos, pintura de cerâmicas, ilustração de livros, decoração de casas comerciais.
Viajou imenso tendo visitado a Espanha, França, Bélgica, Itália, Inglaterra.